# Spendrup grader
Spendrup grader er en målestok kombineret med et alkoholmeter opfundet i begyndelsen af 1800-tallet af teolog og brændevinsbrænder Peter Mathias Spendrup. 
Spendrup grader blev anvendt i en årrække som officiel målestok for alkoholprocenten i danske brændevin. En brændevin på eksempelvis 47% i nutidens målestok var således 8 grader Spendrup.
Det svenske Spendrups Bryggeri, der drives af Spendrups efterkommere og som har genoptaget brændevinsbrændingen, angiver at deres eget produkt Mads Vodka (opkaldt efter Peter Mathias Spendrups far Mads Pedersen av Spendrup), holder 7¼ grader Spendrup, hvilket svarer til en volumenprocent på 37,5%.
| Enheder | Spire Denne artikel om standarder og måleenheder er en spire som bør udbygges. Du er velkommen til at hjælpe Wikipedia ved at udvide den. |